# Wassyl Sedljar

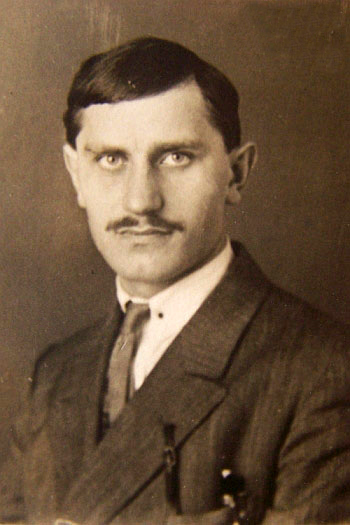
Wassyl Sedljar

Wassyl Teofanowytsch Sedljar (ukrainisch Василь Теофанович Седляр; * 12. April 1899 in Chrystiwka, Gouvernement Poltawa, Russisches Kaiserreich (heute Schorschiwka, Rajon Myrhorod); † 13. Juli 1937 in Kiew) war ein ukrainischer Maler und Kunsttheoretiker, Vertreter des Boychukismus und der hingerichteten Wiedergeburt.

## Leben und Wirken
Wassyl Sedljar wurde auf dem Weiler Chrystiwka in einer Bauernfamilie geboren. Er studierte von 1915 bis 1919 an der Kunstschule in Kiew und anschließend an der Ukrainischen Kunstakademie bei Mychajlo Bojtschuk. Im Sommer 1919 arbeitete er als Schüler der Bojtschuk-Werkstatt an deren erster Arbeit für das Volkskommissariat für Bildung mit und gestaltete Leimfarbenmalereien an den Luzker Kasernen in Kiew. Nach seinem Studienabschluss 1922 belebte er gemeinsam mit Oksana Pawlenko und Iwan Padalka die Keramikproduktion in Meschyhirja bei Kiew neu. Darauf aufbauend gründete er das Kunst- und Keramiktechnikum sowie das Technologische Institut für Keramik und Glas, dessen Direktor er bis 1930 war. Ende 1926 reiste Sedljar gemeinsam mit Bojtschuk sechs Monate lang durch Deutschland, Frankreich und die Tschechoslowakei. Dabei besuchte er Bildungseinrichtungen und Museen, darunter das Bauhaus in Deutschland, Porzellanmanufaktur in Sèvres sowie Gobelinmanufaktur in Frankreich, um Impulse und Erkenntnisse für seine Arbeit in Meschyhirja zu gewinnen.
Sedljar war Mitbegründer und Theorethiker der Vereinigung für Revolutionäre Kunst der Ukraine (ARMU) und Mitglied der Künstlervereinigung Schowten (dt.: Oktober). Er publizierte Aufsätze zur Entwicklung der nationalen Kunst und monografische Studien zu einzelnen Künstlern. Seine Gemälden repräsentierten die ukrainische Kunst im sowjetischen Pavillon auf der Biennale in Venedig (1928, 1930, 1932).
Von 1930 bis 1936 lehrte Sedljar am Kiewer Kunstinstitut. Seine Lehrtätigkeit verband er mit vielfältiger künstlerischer Arbeit, darunter monumentale und Staffeleimalerei, angewandte Kunst und Buchgrafik. Er illustrierte unter anderem Werke von Iwan Franko und Geo Schkurupij. In den Jahren 1928–1930 arbeitete er im Auftrag von Wadim Meller, dem künstlerischen Leiter des Staatlichen Verlags der Ukraine in Charkiw, an den Illustrationen des Kobsars. Die erste Ausgabe in Schwarz-Weiß erschien 1931, die zweite, teilweise farbige Ausgabe folgte 1933 (insgesamt 15.000 Exemplare). Im Zuge der Kollektivierung und des Holodomors verschärfte die sowjetische Regierung die politischen Repressionen und den antukrainischen Terror und leitete trotz der positiven Resonanz auf die expressionistischen Illustrationen des Buches die Verfolgung der Beteiligten ein.
Anfang der 1930er Jahre zog Sedljar mit den Bojtschukisten nach Charkiw und wohnte dort gemeinsam mit Ostap Wyschnja, Mykola Chwylowyj, Wolodymyr Sosjura, Pawlo Tytschyna, Mychajlo Semenko, Majk Johansen, Anatolij Petryzkyj, Iwan Padalka und weiteren Künstlern im Slowo-Gebäude. Die Wohnung Nr. 26 teilte er mit Oksana Pawlenko. Unter dem wachsenden Druck der Partei übernahm Sedljar Mitte der 1930er Jahre Elemente des sozialistischen Realismus in seine Arbeiten, etwa in den Fresken des Charkiwer Dramatheaters Chervonozawodskyj. Dies bewahrte ihn jedoch nicht vor der Verfolgung während des stalinistischen Terrors. Am 26. November 1936 wurde Sedljar vom NKWD in seiner Wohnung verhaftet. Zu den Verhören wurde er von Charkiw nach Kiew gebracht. Am 13. Juli 1937 wurde er zusammen mit Mychajlo Bojtschuk, Iwan Padalka, Iwan Lypkiwskyj und Iwan Orel-Orlenko hingerichtet. Die Leichen wurden heimlich im Wald von Bykiwnja bei Kiew verscharrt. Nach seiner Hinrichtung wurden die meisten seiner Werke, darunter Tausende Gemälde, vom NKWD zerstört. Die „Kobsar“-Ausgabe mit seinen Illustrationen wurde verboten und vernichtet. Sedljars Werk wurde von der offiziellen sowjetischen Kunstwissenschaft negativ bewertet und blieb bis Ende der 1980er Jahre verschwiegen. Die erste Einzelausstellung von Wassyl Sedljar fand 2009 im Nationalen Kunstmuseum der Ukraine statt.
Sedljar war mit der Künstlerin Wira Draschewska verheiratet; das Paar hatte zwei Töchter.

## Werke (Auswahl)

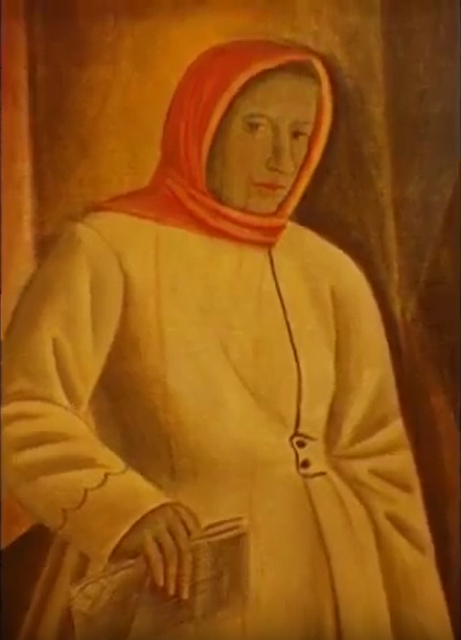
Porträt von Oksana Pawlenko, um den 1926/27
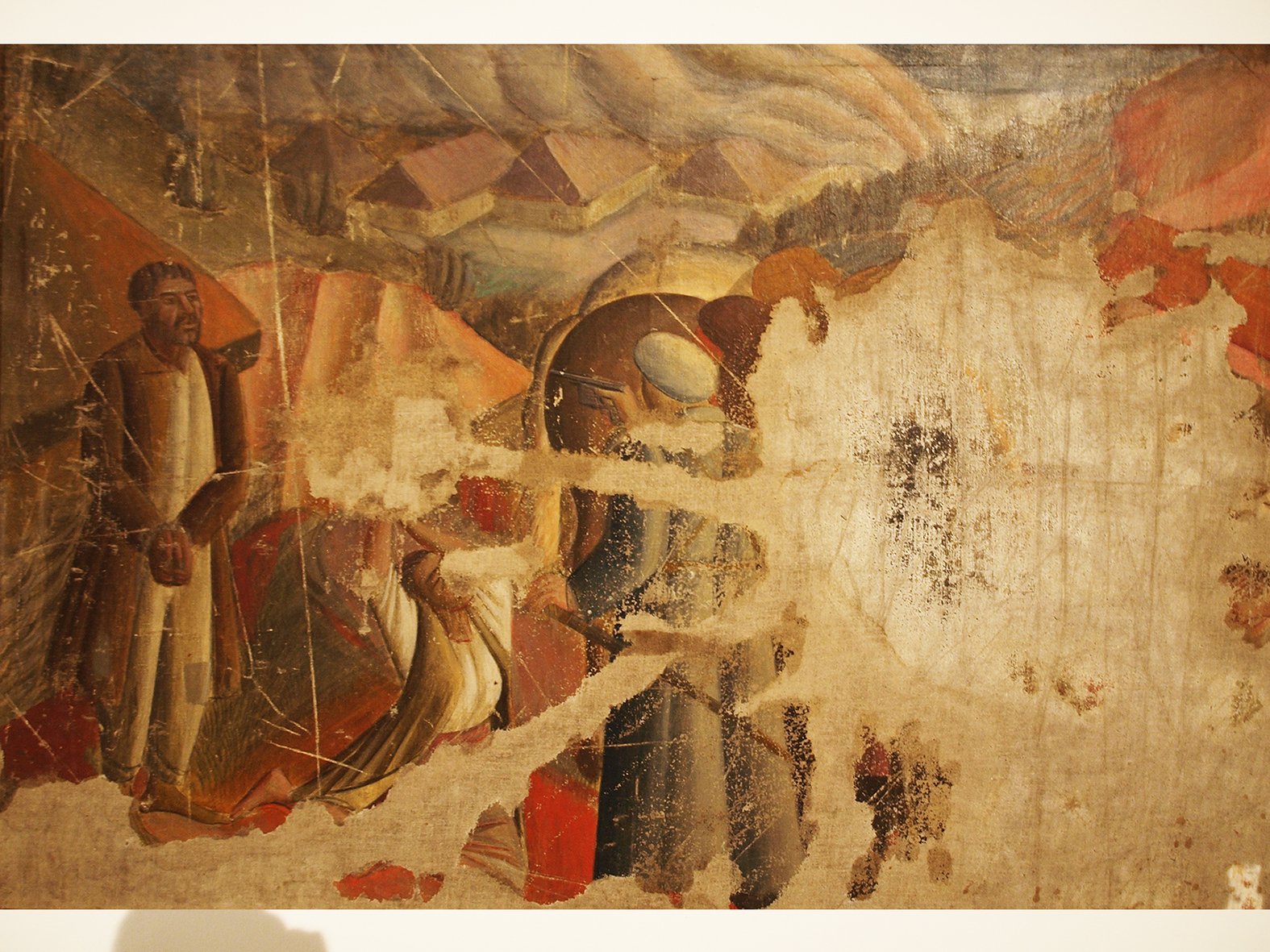
Erschießung in Meschyhirja, 1927. Halb zerstört
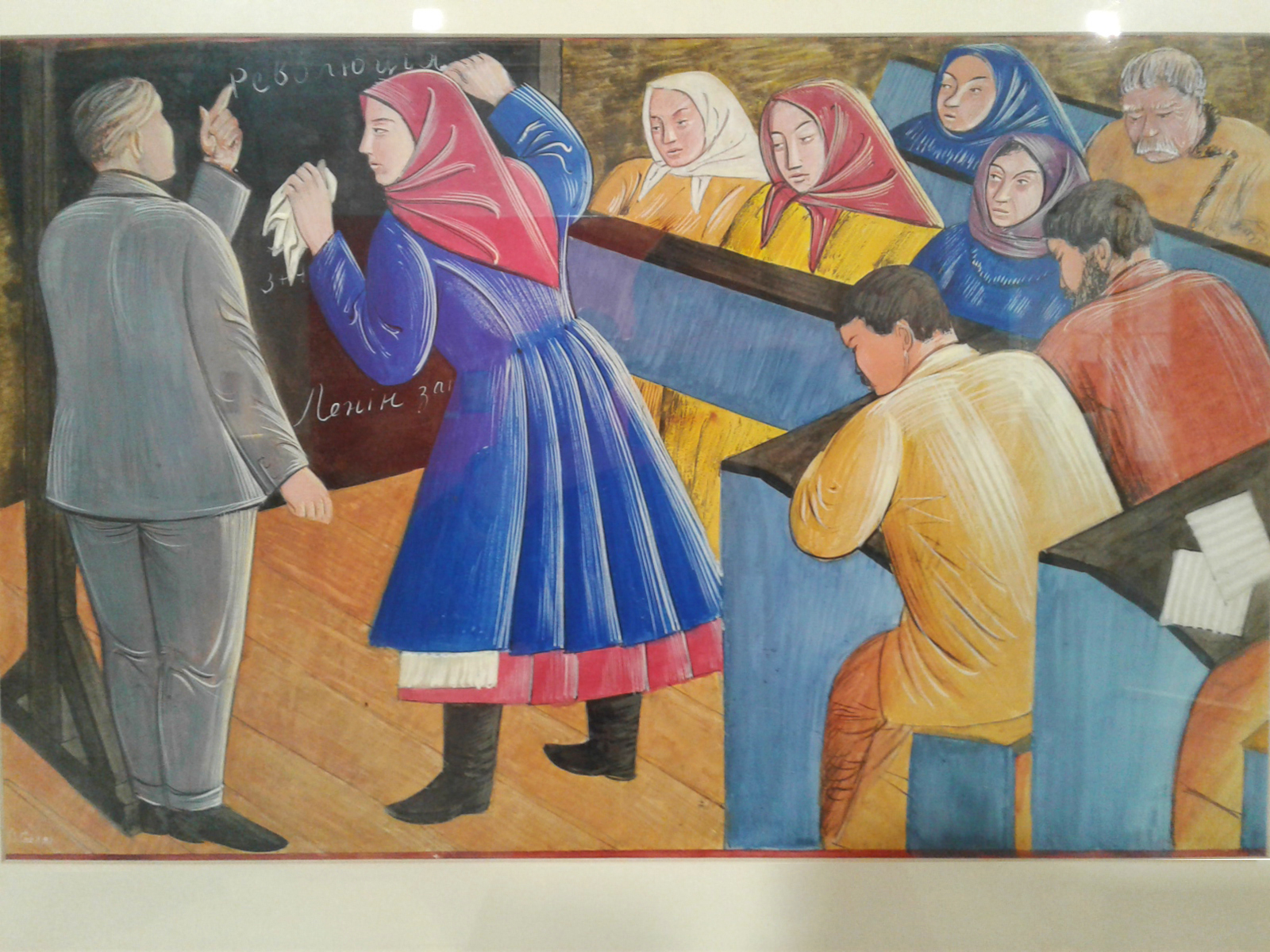
In der Schule für Alphabetisierung, 1930
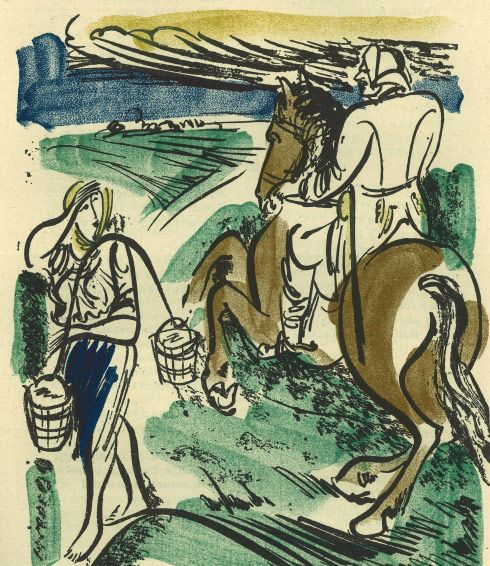
Illustration für den Kobsar von Taras Schewtschenko, um den 1930